# S3 Savage
Savage是由S3 Graphics推出的一个圖形處理器產品線。

## Savage 3D
於1998年5月推出，為S3第一張真正的3D加速卡。核心架构為128bit，支援单周期三线性多重贴图，像素填充率是125MPixels/s，每秒最多能生成500万个三角形。它支持Direct3D和OpenGL，也支持Alpha混合、多重纹理、抗锯齿、16/24bit Z綬存、三线性过滤等技术。而最有名則是其S3TC压缩技术。播放MPEG-2亦是它的強項。縱使功能不錯，但驱动卻有不少错误。而只支援8MB显存也是其敗筆之处。

## Savage 4
Savage4 在许多方面都是 Savage 3D 技术的进化。S3 改进了芯片，修复了硬件错误并简化了芯片，以降低成本并提高性能。他们添加了单通道多纹理，这意味着主板可以通过渲染引擎在一次通过（而不是一个时钟周期）中对每像素 2 个纹理进行采样，而不是在像 Savage 3D 这样的双纹理游戏中将其纹理填充率减半。Savage4 支持当时新推出的 AGP 4X，尽管电压规格较旧，为 3.3。它采用 250 nm 工艺制造，就像 Savage 3D 一样。图形核心的时钟频率为 125 MHz，主板的 SDRAM 时钟频率为 125 MHz 或 143 MHz（Savage4 Pro）。它们可以配备 8-32 MiB 内存。虽然集成电视编码器被放弃，但 DVD 加速值得称赞，并且该芯片支持 LCD 的早期版本的 DVI 接口。

## Savage 2000
Savage2000於1999年7月推出。它采用了全新的核心架构，采用0.18微米製程，128bit显存頻寬，核心采用2X2架構，每條像素流水線每个週期能处理兩个多重纹理像素，总共4个。是較GeForce 256之後第二張支援硬件光影转换（他們稱之為S3TL）的显示卡，350 MHz RAMDAC，縱使3D性能较前代有很大提升，但依然不敌GeForce 256，尤其GeForce 256 DDR。其驱动更可稱得上糟糕，支援硬件光影转换是DIRECT 3D 7，但 Savage2000 初期提供的驱动卻是没有硬件光影转换的Direct 3D 6，因而只得空有的硬件光影转换，驱动一直未能編寫好，最終没有完整支援硬件光影转换OpenGL和Direct3D已經停止開發。局限當年遊戲纹理层不多，即使理論上填充速率相當，Savage2000 2X2架構比不上GeForce 256的4X1架構實際。 Savage 2000最終不能为S3扭转败局，不久S3便被VIA收购。

## Savage IGP
VIA 主板上ProSavage IGP 代號有桌面電腦的ProSavage(4/8/DDR)和手提電腦的SuperSavage MX & IX，他們是混合 Savage4 3D 和 Savage2000 2D 的技術。桌面電腦晶片組包括有，支援 AMD 的KM133, KM266，支持intel 的PL133T, PM133T, PL133T 和 P4M266.

## 另見
- 威盛處理器列表